# Copa América 2028
Die Copa América 2028 soll die 49. Ausspielung der südamerikanischen Kontinentalmeisterschaft im Fußball sein. Sie soll im Juni und Juli 2028 stattfinden.
Titelverteidiger ist Rekordsieger Argentinien, das seine 16. Copa gewann.

## Austragungsort

### Ecuador
Nach dem Rotationsprinzip der CONMEBOL-Gastgeber sollte Ecuador (dessen letzte Copa 1993 ausgetragen wurde) die Veranstaltung organisieren. Im Februar 2024 bekundete Alejandro Domínguez (Präsident der CONMEBOL) bei einem Treffen mit der Regierung von Daniel Noboa Interesse an der Organisation des Ereignisses.
Im Rahmen der Bewerbung wurden acht ecuadorianische Städte vorgeschlagen, um die Spiele auszurichten: Quito, Guayaquil, Manta, Cuenca, Machala, Ambato, Riobamba und Salinas wurden von der ecuadorianischen Regierung ausgewählt.

### USA
Angesichts der Tatsache, dass die Vereinigten Staaten über eine größere Infrastruktur und eine größere Kaufkraft verfügen als alle südamerikanischen Länder, wird erwartet, dass sie für diese Ausgabe als Gastgeber bestätigt werden.
Nach Angaben der brasilianischen Tageszeitung O Globo würde es einen Vorvertrag zwischen dem Südamerikanischen Fußballverband und dem Fußballverband der Vereinigten Staaten geben, wonach die Vereinigten Staaten das Turnier in den nächsten beiden Ausgaben 2024 und 2028 ausrichten würden.
Die USA würden zum dritten Mal nach 2016 und 2024 die Copa América ausrichten. Die Vereinigten Staaten werden auch Gastgeber der Weltmeisterschaft 2026 und der Olympischen Sommerspiele 2028 in Los Angeles sein. Weiterhin hat die USA seine Bewerbung für die Weltmeisterschaft der Frauen 2027 mit der Begründung „Kalenderüberlastung“ abgesagt.

### Uruguay, Argentinien und Paraguay
Es wird die Möglichkeit in Betracht gezogen, dass Uruguay (zusammen mit Argentinien und Paraguay) das Turnier ausrichtet, um die Infrastruktur im Hinblick auf die Fußball-Weltmeisterschaft 2030 zu verbessern.

## Teilnehmer
Alle zehn CONMEBOL-Mitgliedsverbände sind automatisch für das Turnier qualifiziert.
| Argentinien | Brasilien | Chile     | Uruguay   | Paraguay |
| Peru        | Ecuador   | Kolumbien | Venezuela | Bolivien |

Da für die Gruppenphase voraussichtlich weitere Mannschaften benötigt werden, werden wie bereits in der Vergangenheit zusätzliche Teilnehmer aus Nord- und Mittelamerika eingeladen. Für gewöhnlich Sieger und Zweitplatzierter des CONCACAF Gold Cups oder die bestplatzierten Mannschaften der CONCACAF Nations League. Aber auch der Sieger des Asien-Cups könnte eingeladen werden.

## Play-offs
Die vier Verlierer des Viertelfinals der CONCACAF Nations League 2027/28 spielen in den Play-offs untereinander die letzten zwei Teilnehmer für die Copa América 2028 aus.

### Viertelfinale
|                 |   |                  |           |
| Sieger Gruppe A | – | Zweiter Gruppe B | –:– (–:–) |
| Sieger Gruppe B | – | Zweiter Gruppe A | –:– (–:–) |
| Sieger Gruppe D | – | Zweiter Gruppe C | –:– (–:–) |
| Sieger Gruppe C | – | Zweiter Gruppe D | –:– (–:–) |

### Halbfinale
|                        |   |                        |           |
| Sieger Viertelfinale 1 | – | Sieger Viertelfinale 2 | –:– (–:–) |
| Sieger Viertelfinale 4 | – | Sieger Viertelfinale 3 | –:– (–:–) |

### Spiel um Platz 3
|                        |   |                        |           |
| Verlierer Halbfinale 1 | – | Verlierer Halbfinale 2 | –:– (–:–) |

### Finale
|                     |   |                     |           |
| Sieger Halbfinale 1 | – | Sieger Halbfinale 2 | –:– (–:–) |

#### Torschützen
| Platz | Spieler | Tore | Elfmeter- tore | Vorlagen | Spielzeit |
| ----- | ------- | ---- | -------------- | -------- | --------- |
| 1     |         |      |                |          |           |